# Final da Liga Europa da UEFA de 2023–24
A Final da Liga Europa da UEFA de 2023–24 foi a partida final da Liga Europa da UEFA de 2023–24, a 53ª temporada do torneio secundário de futebol de clubes da Europa organizado pela UEFA e a 15ª desde que foi renomeada de Copa da UEFA para o nome atual. A partida foi disputada no Aviva Stadium, em Dublin, na Irlanda, em 22 de maio de 2024.
Os vencedores ganharam o direito de jogar contra o Real Madrid, vencedor da Liga dos Campeões da UEFA de 2023–24, na Supercopa da UEFA de 2024.

## Escolha da Sede
Em 16 de julho de 2021, o Comitê Executivo da UEFA anunciou que, devido à retirada de Dublin como cidade-sede da UEFA Euro 2020, o Aviva Stadium foi esoclhido para ser sede da final de 2024 da Liga Europa. Isso fazia parte de um acordo da UEFA para reconhecer os esforços e investimentos financeiros feitos para sediar o UEFA Euro 2020.

## Caminho até a final
Nota: Em todos os resultados abaixo, os gols dos finalistas é dado primeiro (C: casa; F: fora).
| Pos. | Equipe            | Pts |
| ---- | ----------------- | --- |
| 1    | Atalanta          | 14  |
| 2    | Sporting          | 11  |
| 3    | Sturm Graz        | 4   |
| 4    | Raków Częstochowa | 4   |

| Pos. | Equipe           | Pts |
| ---- | ---------------- | --- |
| 1    | Bayer Leverkusen | 18  |
| 2    | Qarabağ          | 10  |
| 3    | Molde            | 7   |
| 4    | BK Häcken        | 0   |

## Partida

### Detalhes
A final foi disputada em 22 de maio de 2024 na Aviva Stadium, em Dublin. Foi realizado um sorteio após os sorteios dos quartos-de-final e das meias-finais, para determinar a equipa "da casa" para efeitos administrativos. 
| 22 de maio de 2024 | Atalanta              | 3 – 0 | Bayer Leverkusen | Aviva Stadium, Dublin                  |
| 20:00 (UTC+1)      | Lookman 12', 26', 75' |       |                  | Público: 47 135 Árbitro: István Kovács |

| Atalanta | Bayer L. |